# Mírovka (železniční zastávka)
Mírovka je železniční zastávka ve vesnici Mírovka u Havlíčkova Brodu. Zastávka byla otevřena 1. května 1894 a leží na trati Havlíčkův Brod – Jihlava.

## Provozní informace
Zastávka má jedno jednostranné nástupiště. V zastávce není možnost zakoupení si jízdenky a trať procházející zastávkou je elektrizovaná střídavým proudem 25 kV, 50 Hz. Provozuje ji Správa železnic.

## Doprava
V roce 2021 zde zastavovaly pouze osobní vlaky na trase Jihlava město – Havlíčkův Brod. Dále zde projížděly spěšné vlaky a  rychlíky.